# Арка влюблённых
Арка влюблённых — достопримечательность города Казани. Располагается у входа в парк «Чёрное озеро» со стороны улицы Лобачевского.
Арка имеет эллиптическую форму, за счет чего обладает таким акустическим эффектом: если два человека находятся по разные стороны арки и говорят шёпотом во внутренние ниши сводов, то они прекрасно слышат друг друга.
Автор проекта арки — Игорь Николаевич Герасимов, она была возведена в 1930-е годы.